# Carl Lindroth (grosshandlare)
Carl Anders Lindroth, född 31 juli 1833 i Stockholm, död där 25 december 1904, var en svensk grosshandlare. Han var far till Adolf Lindroth.
Lindroth var verksam som grosshandlare i Stockholm och delägare i handelsfirman N.M. Höglunds Söner & C:o. Han invaldes som ledamot av Musikaliska akademien 1875.